# Kamień runiczny z Mervalli

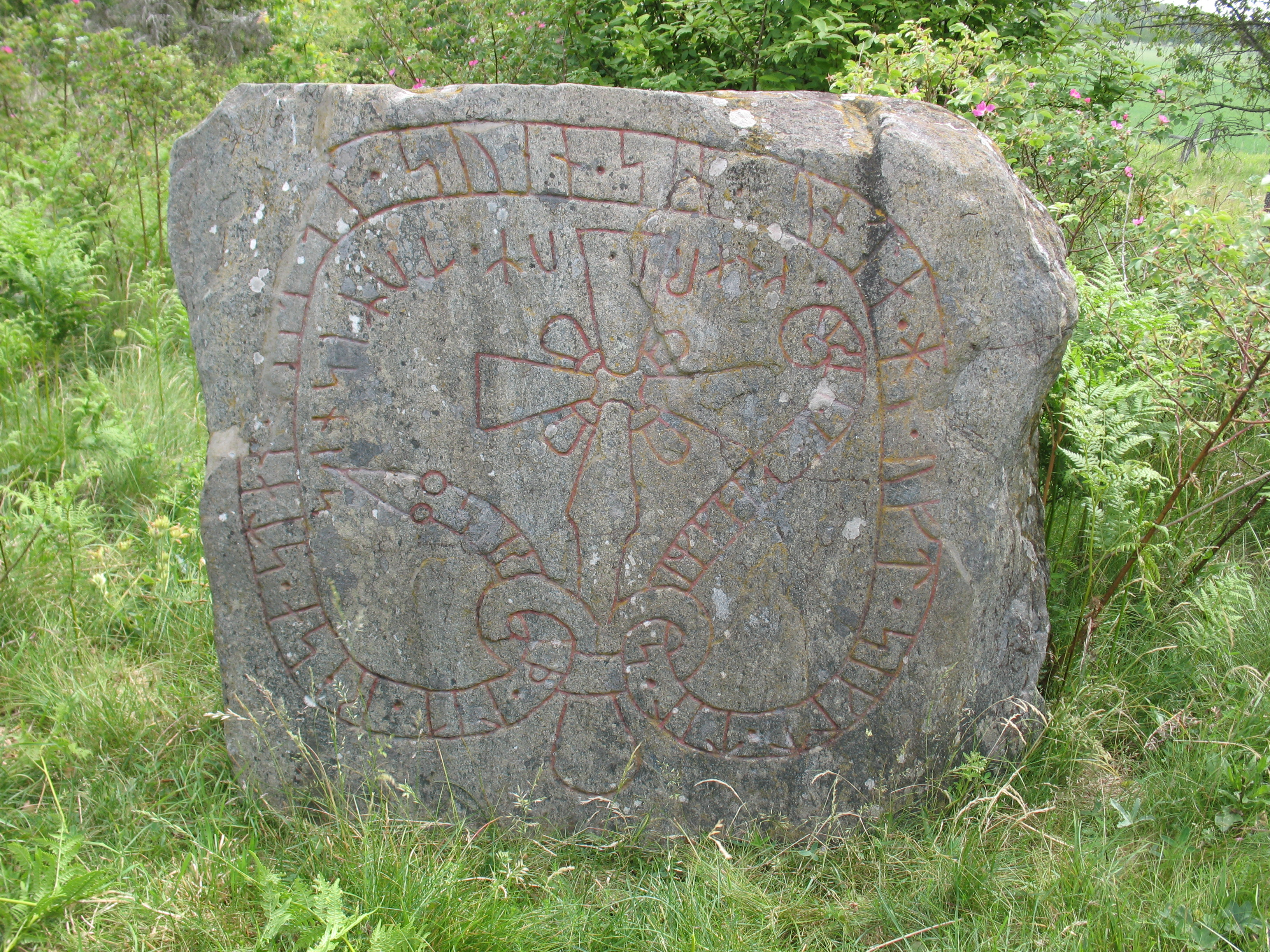
Kamień runiczny z Mervalii (Sö 198)

Kamień runiczny z Mervalli (Sö 198; szw.: Mervallastenen) – granitowy kamień runiczny o wymiarach 1,3 × 1,3 m, znajdujący się na wyspie Selaön na jeziorze Melar w Södermanland. Został wystawiony po 1000 roku naszej ery ku czci wikinga Svena przez jego żonę Sygrydę i jest jednym z najstarszych źródeł pisanych, które wspominają ziemie łotewskie, a mianowicie Przylądek Kolka (jako Tumisnis) oraz Zemgalię (jako Simkala).
Inskrypcja zapisana została młodszą formą futharku. Wpisano ją w okalającą krzyż wstęgę o kształcie węża. Napis głosi:
siriþ· lit· resa· stan · (þin)a (· ) at· suen· sin· (b)unta· h(n)· uft· siklt· til· simkala· turu(m)·knari· um· tumisnis
co znaczy:
Sygryda postawiła ten kamień dla Swena, swego męża. Żeglował on często swoją prześwietną knarą do Zemgalii, koło Przylądku Kolka.